# Gerstenberg
Gerstenberg è un comune della Germania di 494 abitanti situato nel circondario dell'Altenburger Land in Turingia.